# The Fast and the Furious (2006 видео-игра)
Брзи и жестоки је тркачка игра из 2006. за Плејстејшн 2 и Плејстејшн Портабл. Игра је заснована на истоименој серији филмова, посебно Паклене улице 3. Игра се сматра духовним наследником Street Racing Syndicate из 2004. године. Првобитно је требало да га објави Universal Interactive, али је компанија затворила своја врата пре него што је игра завршена. Планирана је и верзија за Xbox, али је отказана.

## Играње
Играчи се утркују на аутопуту Шуто (Ванган) или планинским путевима. На аутопуту, играчи могу да се такмиче у тркама од тачке до тачке или такмичењима како би постигли највећу брзину између старта и циља. Планински путеви такође имају трке од тачке до тачке, али такође имају такмичења за највећи дрифт. Вруће тачке су постављене дуж путева за приступ стартовима трка и салонима аутомобила. Ове гараже су представљене у филму Паклене улице 3. Постоји осам различитих продајних места у којима се возила могу купити: Нисан продајни салон, Мицубиши салон, Маздин салон, Хонда салон, Тојотини салон, Субару салон, Лексус салон и америчка морнаричка база – где према књижици са упутствима која је приложена уз игру, аутомобили их доносе стационирани војници који их на крају продају или су само увезени. Продавнице tune-а су распоређене по мапи и нуде надоградње перформанси, визуелне надоградње и фарбање које су бесплатне и потпуно прилагодљиве од стране играча. Игра укључује многе јапанске аутомобиле као што су Mazda RX-7, Mitsubishi Lancer Evolution, Subaru Impreza WRX STI, Toyota Supra, Honda NSX и Nissan Skyline. Међутим, возила Хонда и Ацура нису била представљена у ПАЛ верзији због проблема са лиценцирањем. Ту су и неки амерички аутомобили као што су Chevrolet Corvette З06 и Shelby GT500, као и неке америчке варијанте јапанских аутомобила и аутомобила које производе јапански произвођачи аутомобила у Америци као што су Honda Civic SI Coupe и Mitsubishi Eclipse.

## Развој
Године 2003. развијала се очекивана игра са истим именом, а затим је отказана. Промотивни трејлер је укључен као једна од бонус функција на ДВД-у Паклене улице 2. Међутим, две игре су развила два различита програмера (Генки је отказао игру из 2003; Eutechnyx је објавио игру из 2006), и поред њихове везе са франшизом Паклене улице, нису биле повезане ни на који начин.

## Пријем
Игра је наишла на мешовити пријем. GameRankings и Метакритик су му дали оцену од 58% и 59 од 100 за верзију за Плејстејшн 2 и 55% и 58 од 100 за верзију за PSP.